# Aspalathus wittebergensis
Aspalathus wittebergensis là một loài thực vật có hoa trong họ Đậu. Loài này được Compton & P.E.Barnes miêu tả khoa học đầu tiên.